# Alfa-amilase
A α-amilase é uma enzima (uma amilase) presente nos mamíferos e alguns cereais, fungos e bactérias que fragmenta polissacarídeos como o amido ou o glicogénio em moléculas de maltose e dextrinas. Mais especificamente, catalisa a hidrólise de ligações glicosídicas α-D-(1→4).
Em mamíferos, a α-amilase participa na digestão, existindo duas formas principais:
- produzida no pâncreas: é lançada no meio do suco pancreático no duodeno para agir sobre o quimo;
- produzida nas glândulas salivares (esta forma é também chamada ptialina).